# Det mørke Punkt
Det mørke Punkt (også kendt som Mammie Rose) er en dansk stum melodramafilm fra 1911 produceret af Nordisk Films Kompagni instrueret af August Blom efter manuskript af Alfred Kjerulf. Filmens hovedroller spilles af Augusta Blad og af stumfilmstjernen Valdemar Psilander.
Filmen havde dansk premiere den 7. december 1911 i Panoptikon. Filmen blev i tysktalende lande distribueret som Der dunkle Punkt og i engelsk og fransktalende lande som Annie Bell. 

## Handling
Vagabonden Owen Kildare (spillet af Valdemar Psilander) kan hverken læse eller skrive, men han er stærk, og selv om han hverken kan læse eller skrive, er han sine vagabondvenner langt overlegen. En dag sidder vagabonderne på byens bænk, hvor de forulemper de forbipasserende. En ung lærerinde, Annie Bell (Mammie Rose i filmens danske udgave, spillet af Augusta Blad) bliver også forulempet, og spørger tilbage "Så I vil kaldes mænd?" Vagabonderne bliver fornærmede og vil hævne sig, men hendes bemærkning har ramt Owen, og han forsvarer den unge kvinde og følger hende hjem. De to får følelser for hinanden, og Annie Bell lærer Owen at læse og skrive og at begå sig i samfundet. Owen er en kvik ung mand og lærer hurtigt, og det viser sig, at han har en lyrisk åre. Parret bliver gift, men pludselig en dag mister Owen hukommelsen, og han begynder at drikke igen. Han opsøger sine gamle vagabondvenner, og Annie Bell finder ham på en knejpe, hvor han ikke vil kendes ved hende. 
Owen går i hundene og efter et år sidder han igen på bænken uden penge. Han ser en annonce i avisen om en forfatterkonkurrence. Inspireret af annnoncen skriver han en roman, Annie Bell om sit tidligere forunderlige liv med sin hustru. Romanen bliver antaget, og den bliver meget populær, og Owen er nu pludselig en feteret og rig forfatter. Annie Bell, der i mellemtiden har taget ansættelse som sygeplejerske på en sindssygeanstalt læser om Owen og opsøger ham i håbet om at finde sammen igen. Owens karriere er imidlertid steget ham til hovedet, og han smider hende ud. Ved en banket til ære for Owen, bryder hans vanvid ud, og han må føres ud, og han bliver kørt til sindssygeanstalten, hvor han genforenes med sin hustru, hvor han genfinder lykken.

## Medvirkende
- Augusta Blad - Mammie Rose (Annie Bell), lærerinde
- Valdemar Psilander - Owen Kildare, vagabond
- Julie Henriksen
- Wilhelm Møller
- Frederik Christensen
- Emilie Sannom
- Elith Pio
- Svend Bille
- Axel Schultz
- Axel Boesen
- Max Ibenfeldt
- Waldemar Hansen
- Rigmor Jerichau
- Ella la Cour
- H.C. Nielsen
- Aage Lorentzen
- Franz Skondrup
- Maggi Zinn

## Referener
1. 1 2 3  Filmprogrammer fra Fotorama og Nordisk Films Kompagni, dfi.dk